# Szenior tréner
A szenior tréner olyan sportedző, aki idősek klubjában, fitnesztermekben, civil szervezeteknél, szabadidős programszervező cégeknél, vállalkozásoknál a testedzés és a sportolás eszközrendszerének alkalmazásával életminőség-javító foglalkozásokat szervez és vezet. Nevezik rekreációs mozgásprogram-vezetőnek is.
A szenior tréner az állam által elismert, a sport területén képesítéshez kötött tevékenységek közé tartozik. 

## Képzése
A szenior tréner emelt szintű szakképesítés megszerzése az 52 813 01 0001 54 01 számú OKJ-s tanfolyamon lehetséges azoknak, akik rendelkeznek az érettségi bizonyítvány mellett sportedző vagy sportoktatói képesítéssel. Az elméleti és a gyakorlati képzés aránya 50–50%.
Speciális tanfolyamon nemzetközi diploma (Certified Senior Fitness Trainer) is szerezhető.
A szenior tréner szakképzettséggel rendelkezők a FEOR szerinti besorolásban a 3419 kódszám, az egyéb pedagógusok alá tartozik. 

## Feladatai
Vizsgálatokkal, tesztekkel felméri az időskorúak fittségi állapotát és testalkati mutatóit. A kiinduló szintnek, az egyéni igényeknek, valamint  a lehetőségeknek (egészségi állapot, anyagiak) megfelelően prognózist készít. Ennek alapján – az életkori sajátosságok figyelembe vételével –  hosszú-,  közép- és rövid távú célokat fogalmaz meg és optimál. A mozgásfajtákat, a sportági technikákat és a játékszabályokat a korosztály anatómiai, élettani és lélektani sajátosságaihoz igazítva, sajátos pedagógia módszerekkel oktatja és gyakoroltatja. Folyamatosan ellenőrzi a terhelés által kiváltott reakciókat, szükség szerint módosítja az edzésingereket. Szenior sportrekreációs rendezvényeket szervez és vezet.